# Віктор Кавендиш
Віктор Кристіан Вільям Кавендиш (англ. Victor Christian William Cavendish, 9th Duke of Devonshire; *31 травня 1868, Мерілебон, Лондон †6 травня 1938, Дарбішир, Англія)   — 9-й Герцог Девоншира, політик, дипломат, 11-й після Канадської конфедерації Генерал-губернатор Канади з 1916 по 1921 рік.